# Severomořské pobřeží
Severomořské pobřeží (německy Nordseeküste) je geomorfologická subprovincie Středoevropské nížiny ve Francii, Belgii, Nizozemsku a Německu. Sahá několik kilometrů až několik desítek kilometrů do vnitrozemí v pásu od Lamanšského průlivu po ústí Labe.

## Geomorfologické členění
Severomořské pobřeží se vyčleňuje jako samostatná subprovincie jak podle fyzickogeografické regionalizace Evropy Jerzyho Kondrackiego, tak podle Václava Krále (1999). Podle německého členění se s tímto územím překrývají dvě skupiny hlavních jednotek Severozápadoněmecké nížiny.
- Nordwestdeutsches Tiefland (Severozápadoněmecká nížina)
  - Untere Elbniederung (Elbmarsch) (D24/67, Dolnolabská sníženina)
  - Ems- und Wesermarschen (D25/61, Emské a weserské marše)